# ورنر فون بولتون
وِرنِر فون بولتون (آلمانی: Werner von Bolton؛ ۸ آوریل ۱۸۶۸ – ۲۸ اکتبر ۱۹۱۲) شیمی‌دان و دانشمند مواد آلمانی بود. وی روشی برای تولید رشته‌های لامپ‌های التهابی که از فلز تانتال ساخته شده‌بودند را در سال ۱۹۰۲ کشف کرد.

## زندگی
ورنر فون بولتون در شهر تفلیس، گرجستان متولد شد. وی در رشته شیمی در دانشگاه فنی برلین و دانشگاه لایپزیگ تحصیل کرد. پس از فارغ‌التحصیلی، فون بولتون در شرکت زیمنس و هالسکه در برلین شروع بکار کرد و در سال ۱۸۹۵ به درجه دکترا رسید. در سال ۱۹۰۲ فون بولتون مزیت استفاده از تانتال به عنوان ماده‌ای برای تولید رشتهٔ لامپ کشف کرد. تانتال در مقایسه با گزینه‌های قبلی مانند زغال سنگ، درخشندگی بیشتری را با مصرف انرژی کمتر امکان‌پذیر می‌کرد.
در سال ۱۹۰۵، شرکت زیمنس و هالسکه، فون بولتون را به مدیریت آزمایشگاه مرکزی شرکت منصوب کرد. بعد از سال ۱۹۱۰، لامپ‌های دارای رشته تانتال با لامپ‌های دارای رشته تنگستن جایگزین شدند. فون بولتون در ۲۸ اکتبر ۱۹۱۲ در برلین درگذشت. به افتخار وی خیابانی به نام او در محلهٔ زیمنسشتات، واقع در منطقهٔ مسکونی شپانداو برلین نامگذاری شده‌است.